# Lee Miller Penrose
Elizabeth Miller, Lady Penrose, detta Lee (Poughkeepsie, 23 aprile 1907 – Chiddingly, 21 luglio 1977), è stata una fotografa, fotoreporter e modella statunitense.
Fu modella di successo a New York negli anni venti prima di trasferirsi a Parigi, dove diventò una fotografa affermata di moda e di arte. La sua relazione con Man Ray prima, ed il matrimonio con Roland Penrose dopo, le favorirono l'accesso ai circoli artistici e letterari del ventesimo secolo. Nel corso di una carriera di oltre tre decenni entrò in contatto con personalità di ogni tipo, molte delle quali divennero soggetti dei suoi ritratti fotografici, come gli studi su Pablo Picasso, Max Ernst, Fred Astaire, Colette, Maurice Chevalier e Marlene Dietrich.
Durante la seconda guerra mondiale divenne un'acclamata corrispondente di guerra per Vogue, su cui documentò eventi quali il bombardamento strategico della battaglia d'Inghilterra, la Battaglia di Normandia, la liberazione di Parigi, i campi di concentramento di Buchenwald e di Dachau.

## Biografia
La sua famiglia di origine era composta dal padre Theodore, ingegnere, inventore e uomo d'affari di origine tedesca, dalla madre Florence Miller, nata MacDonald, di origine canadese, scozzese ed irlandese, dal fratello minore Erik e dal fratello maggiore John. Era la figlia preferita del padre, che si dilettava con la fotografia e che insegnò le tecniche fotografiche ai propri figli quando erano ancora molto piccoli. Lee, oltre ad essere allieva, fin dall'infanzia era stata anche la modella di Theodore, che la ritraeva spesso nelle sue fotografie stereoscopiche.
Nel 1914, all'età di sette anni, subì una violenza sessuale, mentre si trovava a Brooklyn presso amici di famiglia in occasione del ricovero in ospedale della madre; fra le conseguenze ebbe un'infezione di gonorrea. Non venne sporta denuncia e non fu ben chiaro chi fosse l'autore della violenza, che voci contrastanti attribuirono ad un marinaio, ad un parente o addirittura al padre di Lee. Molti anni più tardi tali supposizioni vennero smentite dal figlio di Lee Miller, il quale escluse parimenti l'ipotesi di rapporti incestuosi fra Lee e Theodore, che le foto scattate loro in seguito da Man Ray potevano suggerire. Qualunque fosse la vera identità dello stupratore, in quello stesso anno Theodore iniziò a fotografare la figlia nuda, ritraendola nella neve in una foto intitolata Mattinata di dicembre che si ispirava a Mattinata settembrina, un quadro di Paul Chabas, la cui esposizione a New York nel 1913 era stata causa di scandalo.
Nel 1925 frequentò l'École nationale supérieure des beaux-arts; nel 1926, a 19 anni, si iscrisse alla Art Students League di New York per studiare scenografia e illuminazione di scena. Nello stesso anno, mentre camminava per strada a Manhattan, rischiò di essere investita da un'auto che sopraggiungeva, ma fu prontamente trattenuta da un passante che le evitò l'incidente e le salvò la vita.

### Carriera come modella
Il passante che le salvò la vita si rivelò Condé Nast, editore di Vanity Fair e di Vogue. Nast rimase affascinato dal portamento e dal modo di vestire di Lee, e ne apprezzò anche la conoscenza della lingua francese, al punto da proporle un contratto: iniziò in questo modo la sua carriera di fotomodella.
Una foto di Lee venne pubblicata sulla copertina del fascicolo del 15 marzo 1927 in un’illustrazione di Georges Lepape. Nei due anni successivi Lee divenne una delle modelle più ricercate di New York, ritratta dai fotografi alla moda fra i quali Edward Steichen, Arnold Genthe, Nickolas Muray e George Hoyningen-Huene.
Mentre dimostrava sempre maggiore interesse alle tecniche di chi la fotografava, cresceva la sua ambizione a diventare l'osservatrice anziché l'osservata. Nel 1928 una foto di Lee Miller scattata da Steichen fu utilizzata per la pubblicità di assorbenti e causò uno scandalo che pose fine alla sua carriera di modella.

### Carriera come fotografa
Nel 1929 Lee Miller si recò a Parigi con l'intenzione di fare apprendistato presso l'artista e fotografo surrealista Man Ray. Sebbene all'inizio questi non fosse intenzionato ad avere allievi, Lee presto divenne la sua modella e collaboratrice, e pure la sua compagna e musa.
A Parigi nel 1930 Miller allestì uno studio fotografico proprio, spesso ricevendo commissioni da stiliste affermate quali Elsa Schiaparelli e Coco Chanel. Non di rado sollevò da questo tipo di incarichi Man Ray, che in tal modo poteva concentrarsi sui propri dipinti. Molte fotografie attribuite a Man Ray erano in realtà opera di Miller e nel 1930 non era facile distinguere quale dei due fosse l'autore.
Insieme a Ray Lee Miller lavorò a numerosi progetti, ed insieme sperimentarono la tecnica fotografica della solarizzazione.
La passione per i soggetti surreali e metafisici la portò a partecipare attivamente al movimento surrealista con le sue immagini argute ed umoristiche. Ebbe rapporti d'amicizia con Pablo Picasso, di cui fu pure modella, Paul Éluard e Jean Cocteau; in particolare, nel film di quest'ultimo Le sang d'un poète (1930) interpretò la parte di una statua che prende vita.
Nell'intero corso della sua carriera Lee Miller mantenne sempre il punto di vista surrealista, utilizzando porte, specchi, finestre ed altri dettagli atti ad inquadrare e ad isolare il soggetto ritratto.
Delusa sia dalla relazione amorosa che dall'ambiente artistico, nel 1932 lasciò Ray e Parigi per tornare a New York, dove allestì un proprio studio fotografico per ritratti e foto commerciali, con il fratello Erik che la assisteva nella camera oscura. Nello stesso anno espose nella mostra della Moderna fotografia europea presso la galleria Julien Levy di New York, nella quale allestì l’anno successivo l’unica mostra personale di tutta la sua vita.
A New York lavorò con successo come fotografa per due anni, eseguendo numerosi ritratti, come quelli dell'artista Joseph Cornell, delle attrici Lilian Harvey e Gertrude Lawrence, e del cast afroamericano dell'opera lirica Four Saints in Three Acts (1934) di Virgil Thomson e Gertrude Stein. Ritratti come Floating Head (Mary Taylor), del 1933, riflettevano l'influenza surrealista di Man Ray.
Nel 1934 conobbe il facoltoso uomo d’affari egiziano Aziz Eloui Bey, che si era recato a New York per acquistare l’attrezzatura per il trasporto ferroviario nazionale del proprio Paese. Nacque una storia d'amore che in pochi mesi venne coronata dal matrimonio, e nel 1935 Lee Miller seguì il marito al Cairo. Qui, impressionata dal paesaggio arido del deserto e dai luoghi abbandonati dei faraoni, fotografò rovine e templi, arrampicandosi con la propria attrezzatura anche sulla piramide di Cheope a Giza. Le foto scattate in Egitto, compresa Portrait of Space, sono considerate fra le sue immagini surrealiste più sorprendenti, nonostante Miller avesse temporaneamente sospeso il lavoro di fotografa professionista.
La storia d'amore con Bey non durò a lungo, e presto Lee si stancò della vita al Cairo. Nel 1937 intraprese un viaggio a Parigi, dove incontrò il pittore surrealista e curatore d’arte britannico Roland Penrose, che si era appena separato dalla moglie Valentine, e che avrebbe sposato qualche anno più tardi. Insieme a Penrose visitò buona parte dell'Europa, scattando foto spettacolari, e trascorse una vacanza nel sud della Francia, a Mougins, dove frequentò Pablo Picasso, Dora Maar, Paul Éluard, Nusch Éluard, Man Ray, Eileen Agar ed altri artisti, che ritrasse in una serie di fotografie fra cui uno studio su Picasso. Questi, a propria volta, dipinse Lee Miller su sei diverse tele.
Nel 1939 Miller lasciò definitivamente l'Egitto per trasferirsi a Londra.

### Corrispondente di guerra e fotoreporter
Allo scoppio della seconda guerra mondiale Miller era residente in Hampstead a Londra con Roland Penrose quando iniziò il bombardamento della città. Penrose venne richiamato alle armi, mentre Lee tornò per un breve periodo a New York dove riprese il lavoro di fotografa per Vogue.
Ignorando le richieste degli amici e della famiglia di restare negli Stati Uniti, Miller intraprese la nuova carriera di fotoreporter di guerra per Vogue, e documentò il bombardamento strategico del Regno Unito nel corso della guerra lampo portata avanti dalla Germania nazista. Tra il 1939 ed il 1945 Miller fece parte del London War Correspondents Corp e fu riconosciuta dall'esercito degli Stati Uniti d'America quale corrispondente di guerra per l'editore Condé Nast dal mese di dicembre 1942, incarico all'epoca non frequentemente assegnato ad una donna. Collaborò con il fotografo statunitense David Scherman, corrispondente di Life, con il quale ebbe una relazione. Le furono affidati numerosi incarichi, durante i quali sviluppava le pellicole in una camera oscura improvvisata nella propria stanza d'albergo.
Miller si recò in Francia meno di un mese dopo il D-Day e documentò il primo utilizzo del napalm durante l'assedio di Saint-Malo, la liberazione di Parigi, la battaglia dell'Alsazia, l'incontro tra l'esercito statunitense e l'Armata Rossa a Torgau, la conquista del Berghof nell'Obersalzberg presso Berchtesgaden. In particolare, la documentazione dell'orrore dei campi di concentramento nazisti di Buchenwald e di Dachau costituì la prima testimonianza dello sterminio perpetrato nei campi, tanto che dovette essere certificata l'autenticità delle foto per la pubblicazione su Vogue, e lasciò un segno indelebile nella sua mente. Una foto di Scherman, che ritrasse Miller nella vasca da bagno dell'appartamento di Adolf Hitler a Monaco di Baviera dopo la caduta della città nel 1945, costituì una delle immagini più rappresentative della collaborazione fra i due fotografi.
Durante la guerra, forse per la prima volta nella vita, Lee venne apprezzata non per il proprio aspetto bensì per ciò che era in grado di fare, realizzando in tal modo il desiderio di "scattare una foto piuttosto che essere ripresa". Fu sempre determinata a competere con gli uomini ad armi pari, talvolta rischiando guai, come quando infranse il divieto che riguardava le fotografe di avvicinarsi troppo al fronte: infrazione che le costò l'arresto per un breve periodo.
Finita la guerra, Miller iniziò a ritrarre bambini ricoverati in un ospedale di Vienna e la vita dei contadini nell’Ungheria; immortalò anche l’esecuzione del Primo ministro László Bárdossy. Continuò quindi a lavorare per Vogue per due anni, occupandosi di moda e di celebrità.
Non espose fotografie fino al 1955, anno in cui le sue opere vennero esibite nella mostra The Family of Man presso il Museum of Modern Art di New York.

### Il matrimonio con Roland Penrose
Dopo essere tornata in Gran Bretagna dall'Europa centrale, Miller iniziò a soffrire di severi disturbi depressivi e di ciò che in seguito sarà noto come disturbo post traumatico da stress. Iniziò ad eccedere con l'alcol e dimostrò incertezza nei confronti del proprio futuro.
Nel 1946 fece visita a Man Ray in California insieme a Penrose. Quando si accorse di aspettare un bambino, chiese il divorzio dal marito egiziano e sposò Roland Penrose il 3 maggio 1947. Il suo unico figlio, Antony, nacque nel mese di settembre del 1947. 

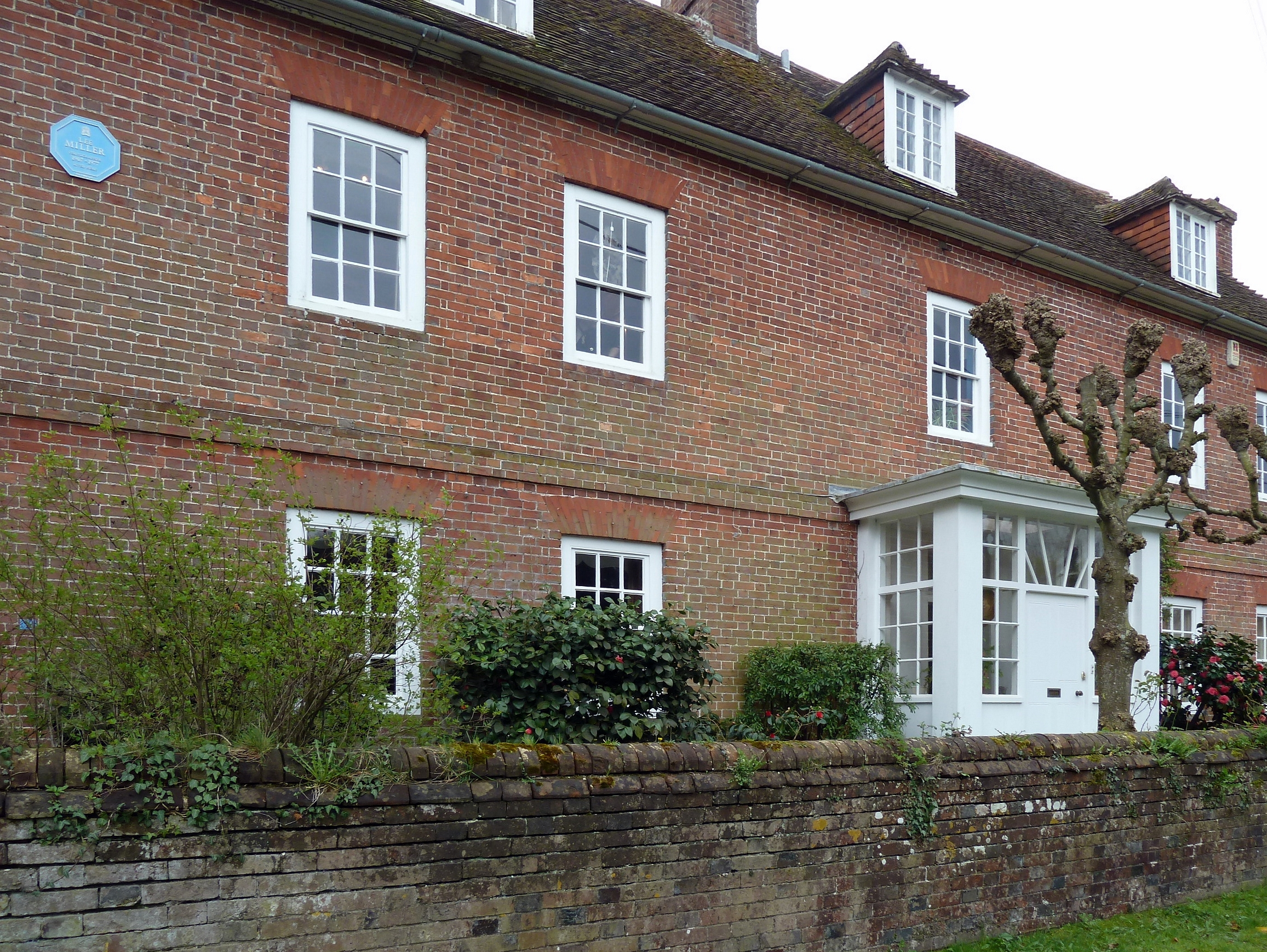
Farley Farm House

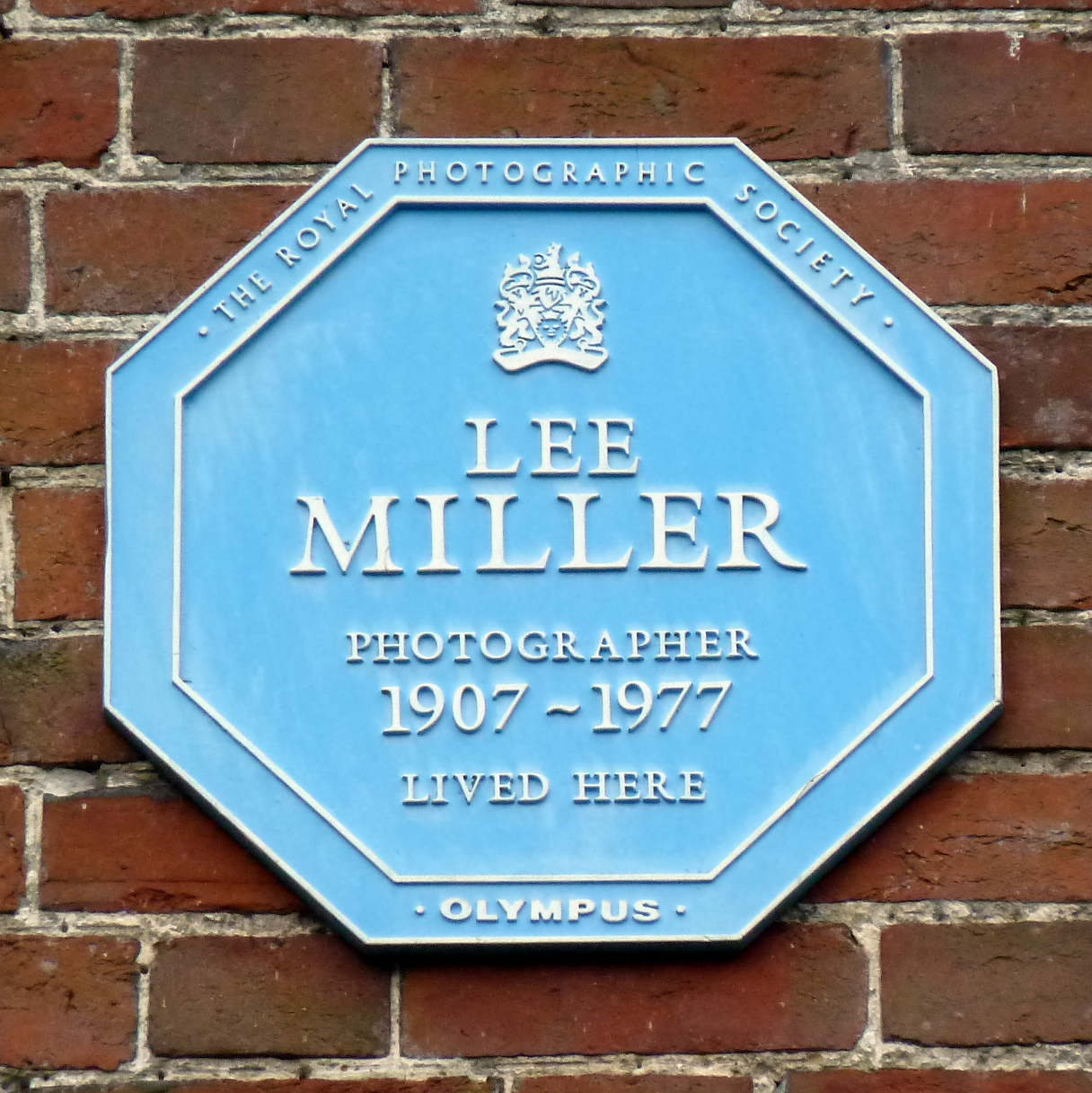
Targa sulla Farley Farm House

Due anni più tardi la famiglia Penrose acquistò una proprietà, la Farley Farm House nell'East Sussex, di cui Roland Penrose decorò il caminetto ed arredò il giardino con sculture. Tra gli anni cinquanta e sessanta Farley Farm divenne una meta di pellegrinaggio per artisti quali Pablo Picasso, Man Ray, Henry Moore, Eileen Agar, Jean Dubuffet, Saul Steinberg, Dorothea Tanning e Max Ernst.
Mentre Miller continuava occasionalmente a scattare foto per Vogue, era conosciuta soprattutto come Lady Penrose e presto alla camera oscura preferì la cucina, trasformandosi in cuoca apprezzata. Fotografò anche Picasso e Antoni Tàpies per le biografie che Roland scrisse su di loro. Le immagini della guerra, specialmente quelle dei campi di concentramento, continuavano a tormentarla e il suo stato depressivo peggiorò. Il suo peggioramento poteva anche essere in parte attribuito alla lunga relazione extraconiugale del marito con una trapezista.
Negli anni quaranta e cinquanta Lee fu indagata dal servizio di sicurezza britannico MI5 perché sospettata di spionaggio per conto dell’Unione Sovietica.
Lee Miller morì di cancro nel 1977 presso la Farley Farm all'età di 70 anni. Venne cremata e le sue ceneri sparse nel suo giardino.

## La fama di Lee Miller
Nel 1955 alcune foto di Miller vennero selezionate per l'esposizione The Family of Man realizzata presso il Museum of Modern Art di New York; nel 1976 Lee fu ospite d'onore ai Rencontres d'Arles.
In generale, Lee Miller non si preoccupò particolarmente di fare pubblicità al proprio lavoro fotografico, noto soprattutto in seguito agli sforzi del figlio Antony che iniziò a studiare, conservare e promuovere l'opera materna fin dall'inizio degli anni ottanta, rendendo accessibili le foto sul sito Lee Miller Archives.
Quando ereditò la Farley Farm, Antony la trasformò in museo in cui, accanto alle stanze abitate dai genitori, espose le opere di loro produzione, come Fallen Giant, Sea Creature e Kneeling Woman, e le collezioni private Miller-Penrose, ossia alcuni fra i loro pezzi d'arte preferiti, comprendenti lavori di Picasso, Man Ray, Max Ernst e Joan Miró.
Nel 1985 Antony Penrose pubblicò la prima biografia della madre, intitolata The Lives of Lee Miller. Da quel momento molti libri, spesso corredati di foto di Lee Miller, vennero scritti dagli storici dell’arte e da scrittori quali Jane Livingston, Richard Calvocoressi, Mark Haworth-Booth. Un'intervista radiofonica del 1946 venne trasformata in audiolibro dal titolo Surrealism Reviewed, pubblicato nel 2002.
Nel 1989 venne organizzata una grande retrospettiva itinerante in buona parte degli Stati Uniti d'America.
Le opere principali di Lee Miller, ossia le foto scattate come corrispondente di guerra, vennero in buona parte raccolte e pubblicate postume sempre a cura di Antony Penrose, con una prefazione di David Scherman.
Nel 1993 la biografia romanzata di Lee Miller pubblicata da Marc Lambron vinse il Prix Femina.
Nel 2005 la vita di Lee Miller venne riprodotta in un musical intitolato Six Pictures of Lee Miller, con musiche e parole del compositore britannico Jason Carr, premiato al Chichester Festival Theatre nel Sussex. Nello stesso anno la biografia di Carolyn Burke, Lee Miller, a Life venne pubblicata negli Stati Uniti d'America da Alfred A. Knopf e nel Regno Unito da Bloomsbury.
Nel 2007, con la collaborazione dell'Università del Sussex, comparve Echoes from St. Malo all'interno della collana Traces of Lee Miller, un CD interattivo e DVD sull'attività fotografica di Lee Miller a Saint-Malo.
Nel 2012 diverse opere di Miller vennero incluse nella tredicesima edizione della documenta di Kassel.
Nel 2020 esce il libro La Vasca del Führer di Serena Dandini, sulla vita di Lee Miller Penrose.
Nel 2023 viene realizzato il lungometraggio Lee Miller, diretto da Ellen Kuras ed interpretato da Kate Winslet. Il film costato 1,847,403 di dollari ha incassato nel mondo quasi 15mln di dollari.

## Filmografia
- (FR) Sylvain Roumette, Lee Miller ou la Traversée du miroir, Production Terra Luna Films, France, 1995,  a 0:54:00.
- Lee Miller (Lee), regia di Ellen Kuras (2023)